# Krohuleț, Huseatîn
Krohuleț (în ucraineană Крогулець) este o comună în raionul Huseatîn, regiunea Ternopil, Ucraina, formată numai din satul de reședință.

## Demografie
Componența lingvistică a comunei Krohuleț
     Ucraineană (99,54%)
     Alte limbi (0,46%)
Conform recensământului din 2001, majoritatea populației comunei Krohuleț era vorbitoare de ucraineană (99,54%), existând în minoritate și vorbitori de alte limbi.